# 75D/Kohoutek
La cometa Kohoutek, formalmente indicata come 75D/Kohoutek, è una cometa periodica del Sistema solare, appartenente alla famiglia cometaria di Giove. È stata scoperta dall'astronomo Luboš Kohoutek il 17 febbraio 1975 dall'osservatorio di Amburgo.
Altre comete sono indicate come Cometa Kohoutek, la più famosa delle quali è C/1973 E1 (Kohoutek).

## Storia delle osservazioni
La prima immagine della cometa risale al 9 febbraio 1975 e ritrae un oggetto nebuloso della 14ª magnitudine. Il ridotto contenuto informativo, tuttavia, non permise di ricavare previsioni accurate sul moto della cometa. Così, quando Kohoutek ne iniziò la ricerca il successivo 27 febbraio, eseguì osservazioni su un campo piuttosto ampio che lo condussero a scoprire una seconda cometa - la 76P/West-Kohoutek-Ikemura - prima di ritrovare l'oggetto della sua ricerca.
Al momento della scoperta, la cometa aveva oltrepassato il perielio e si stava allontanando dal Sole; la sua luminosità diminuì progressivamente. L'ultima osservazione fu registrata il 29 aprile 1976 quando il suo nucleo presentava una magnitudine di 21,5.
La cometa fu recuperata il 6 agosto 1980 al suo successivo ritorno. Durante l'apparizione, raggiunse al suo massimo la 18ª magnitudine.
Infine, il terzo ed ultimo ritorno osservato fu quello del 1987, quando si registrò la migliore apparizione della cometa. Recuperata con più di un anno di anticipo rispetto alla data del transito al perielio, la cometa si avvicinò progressivamente al Sole ed alla Terra, diventando sempre più luminosa. Nei giorni del massimo avvicinamento alla Terra, circa due mesi e mezzo dopo il transito al perielio, la cometa raggiunse la 13ª magnitudine. La cometa fu seguita fino al 19 maggio 1988.
I tre ritorni successivi furono sfavorevoli e la cometa non fu osservata. Seiichi Yoshida riporta una previsione della magnitudine massima di 19,5 per il ritorno del 2001 e 19,0 per il ritorno del 2007.
Considerata perduta, è risultato non proficuo il tentativo di recupero al passaggio del 2014. La prossima apparizione dovrebbe essere nel 2020 prima del perielio del 2021.

## Orbita
La Cometa Kohoutek percorre un'orbita moderatamente eccentrica, inclinata di circa 5° rispetto al piano dell'eclittica. L'afelio, prossimo all'orbita di Giove, è a 5,30 UA dal Sole; il perielio, prossimo all'orbita di Marte, è a 1,78 UA dal Sole. La cometa completa un'orbita in circa 6,67 anni.
La cometa ha ripetuto diversi incontri ravvicinati con Giove che ne hanno alterato l'orbita. Uno dei più stretti è avvenuto nel 1972 (a 0,1420 UA). Conseguenza dell'incontro è stata la diminuzione del periodo orbitale da 8,50 a 6,23 anni e della distanza perielica da 2,51 UA a 1,57 UA, circostanza che ha consentito la scoperta nel 1975.
Nel corso del XXI secolo, dovrebbero verificarsi alcuni incontri tra la cometa e la Terra a distanza comprese tra 0,3 e 0,4 UA. Ciò dovrebbe favorire le osservazioni.